# Submarino U-33 (S183)
El U-33 (S183) es el tercer submarino del Tipo 212A de la marina alemana.

## Desarrollo
Fue construido por TKMS en los astilleros de Thyssen Nordseewerke de Emden y Howaldtswerke en Kiel. El bautismo tuvo lugar el 3 de mayo de 2007 . El U 33 es impulsado por un motor diésel y un motor eléctrico impulsado por nueve celdas de combustible, lo que lo hace prácticamente indetectable.
El 30 de julio de 2007 participó en la „Operation Active Endeavour“ en el marco de la lucha antiterrorista. La ciudad de Gotha fue nombrada patrona del submarino.

## Comandantes
- Capitán de corbeta Kai Brand desde el 1 de enero de 2004 hasta el 4 de julio de 2008.
- Capitán de corbeta Oliver Marr Desde el 4 de julio de 2008 hasta el presente.